# アドマイヤテラ
アドマイヤテラ（欧字名:Admire Terra、2021年2月7日 - ）は、日本の競走馬。主な勝ち鞍に2025年の目黒記念。
馬名の意味は、冠名＋地球（ラテン語）。

## 経歴

### 2歳（2023年）
11月19日京都芝2000mの2歳新馬戦に5番人気で出走。当初騎乗予定であったライアン・ムーアが落馬負傷のため、川田将雅とのコンビを組み、レースでは好位追走から直線で抜け出すと最後はウインリベラーレに1馬身3/4差をつけデビュー戦を勝利で飾る。

### 3歳（2024年）

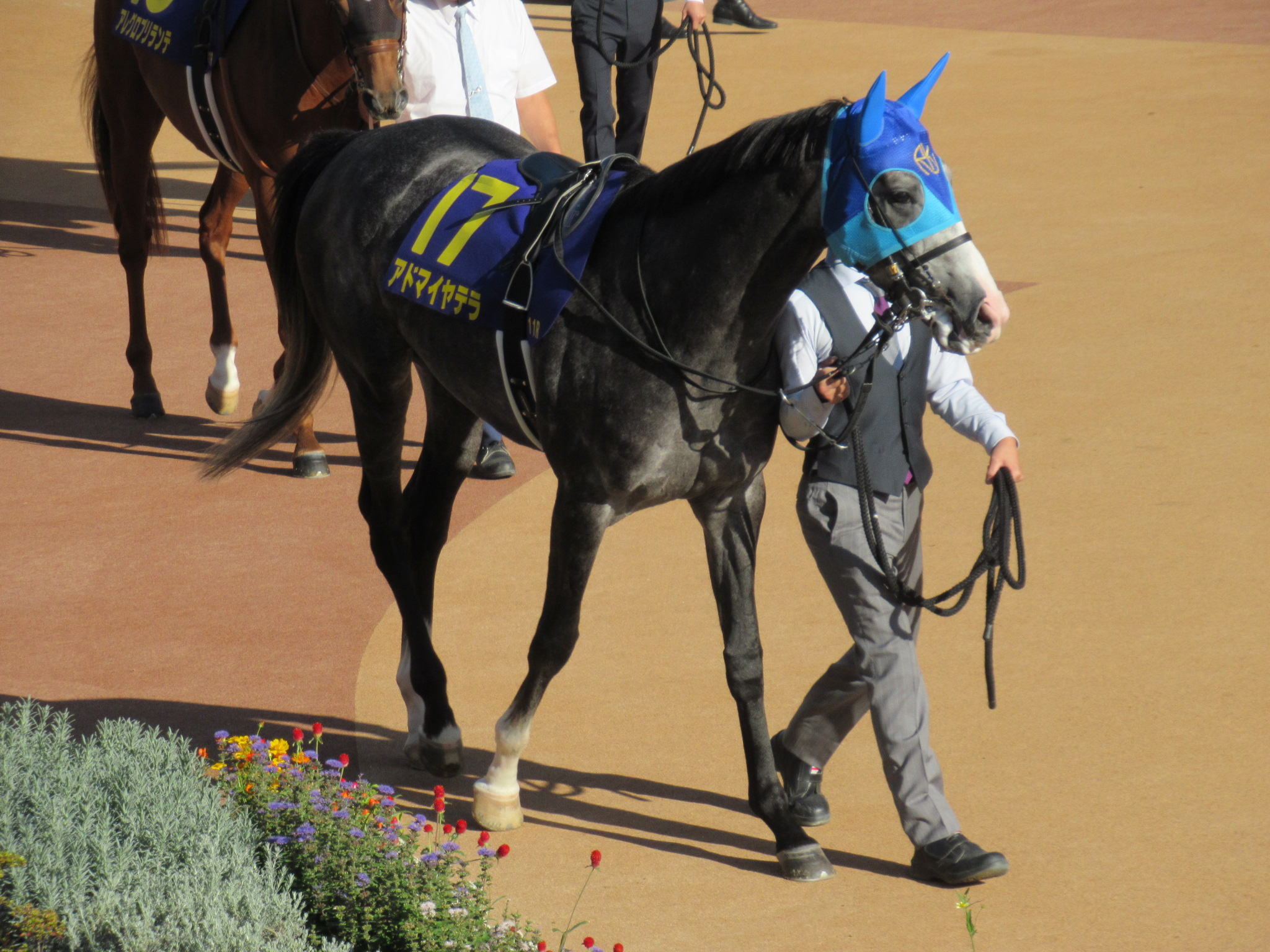
第85回菊花賞パドック

1月7日京都芝2000mの3歳1勝クラスに1番人気で出走。序盤は後方に控え、3コーナー付近で2番手まで押し上げると最後の直線で楽に抜け出し後続に2馬身半差をつけデビュー2連勝とする。しかし、3月16日の皐月賞トライアル・若葉ステークスと5月4日の京都新聞杯で共に4着に敗れて春のクラシック出走は叶わず休養に入る。この後、7月28日の2勝クラス・阿寒湖特別では中団からしぶとく追い上げてきたがアスターブジエのクビ差2着と惜敗するも、9月15日の2勝クラス・茶臼山高原特別では好位追走から直線で抜け出すと最後はナムラフッカーに2馬身差をつけ3勝目を挙げる。G1初挑戦となった10月20日の菊花賞では序盤は後方で脚を溜め、2周目の向正面で押し上げて4コーナーで一旦は先頭に立ち最後はアーバンシック、ヘデントールにかわされるも3着と好走する。

### 4歳（2025年）
半年の休養を終え、4月13日の大阪-ハンブルクカップで実戦復帰。道中3番手追走から直線で鋭く脚を伸ばし、残り200mで先頭に立つと最後はニシノレヴナントの追撃を振り切りオープン初勝利を挙げる。6月1日の目黒記念では中団追走から直線で抜け出すと最後はホーエリートとの競り合いをクビ差で制し重賞初制覇を果たすとともに、鞍上の武豊はデビューした1987年から39年連続重賞勝利を達成した。

## 競走成績
以下の内容は、netkeiba.comおよびJBISサーチに基づく。
| 競走日     | 競馬場 | 競走名           | 格  | 距離（馬場）  | 頭 数 | 枠 番 | 馬 番 | オッズ （人気） | 着順 | タイム （上り3F） | 着差 | 騎手        | 斤量 [kg] | 1着馬（2着馬）       | 馬体重 [kg] |
| ---------- | ------ | ---------------- | --- | ------------- | ----- | ----- | ----- | --------------- | ---- | ----------------- | ---- | ----------- | --------- | -------------------- | ----------- |
| 2023.11.19 | 京都   | 2歳新馬          |     | 芝2000m（稍） | 7     | 5     | 5     | 006.90（5人）   | 01着 | R2:03.3（34.2）   | -0.3 | 0川田将雅   | 56        | （ウインリベラーレ） | 494         |
| 2024.01.07 | 京都   | 3歳1勝クラス     |     | 芝2000m（良） | 9     | 2     | 2     | 002.70（1人）   | 01着 | R2:02.8（34.4）   | -0.4 | 0川田将雅   | 57        | （ナムラエイハブ）   | 488         |
| 0000.03.16 | 阪神   | 若葉S            | L   | 芝2000m（良） | 9     | 8     | 10    | 004.00（3人）   | 04着 | R2:00.0（34.4）   | -0.3 | 0岩田望来   | 57        | ミスタージーティー   | 492         |
| 0000.05.04 | 京都   | 京都新聞杯       | GII | 芝2200m（良） | 15    | 8     | 14    | 011.60（6人）   | 04着 | R2:11.7（34.3）   | -0.5 | 0M.デムーロ | 57        | ジューンテイク       | 490         |
| 0000.07.28 | 札幌   | 阿寒湖特別       | 2勝 | 芝2600m（稍） | 12    | 6     | 7     | 001.50（1人）   | 02着 | R2:41.0（36.0）   | -0.7 | 0C.ルメール | 55        | アスターブジエ       | 480         |
| 0000.09.15 | 中京   | 茶臼山高原特別   | 2勝 | 芝2200m（稍） | 10    | 2     | 2     | 001.50（1人）   | 01着 | R2:12.4（34.3）   | -0.3 | 0C.ルメール | 55        | （ナムラフッカー）   | 478         |
| 0000.10.20 | 京都   | 菊花賞           | GI  | 芝3000m（良） | 18    | 8     | 17    | 023.60（7人）   | 03着 | R3:04.5（36.3）   | -0.4 | 0武豊       | 57        | アーバンシック       | 482         |
| 2025.04.13 | 阪神   | 大阪-ハンブルクC | OP  | 芝2600m（稍） | 11    | 1     | 1     | 002.40（1人）   | 01着 | R2:39.8（34.9）   | -0.1 | 0武豊       | 56        | （ニシノレヴナント） | 494         |
| 0000.06.01 | 東京   | 目黒記念         | GII | 芝2500m（良） | 18    | 5     | 10    | 003.30（1人）   | 01着 | R2:32.9（34.5）   | -0.0 | 0武豊       | 57.5      | （ホーエリート）     | 494         |

- 競走成績は2025年6月1日現在

## 血統表
| アドマイヤテラの血統          | アドマイヤテラの血統                               | アドマイヤテラの血統                               | （血統表の出典）                                   | （血統表の出典）    |
| 父系                          | キングマンボ系                                     | キングマンボ系                                     | キングマンボ系                                     | [ § 2 ]             |
| 父 レイデオロ 鹿毛 2014       | 父の父キングカメハメハ 鹿毛 2001                   | Kingmambo                                          | Mr.Prospector                                      | Mr.Prospector       |
| 父 レイデオロ 鹿毛 2014       | 父の父キングカメハメハ 鹿毛 2001                   | Kingmambo                                          | Miesque                                            |                     |
| 父 レイデオロ 鹿毛 2014       | 父の父キングカメハメハ 鹿毛 2001                   | *マンファス                                        | *ラストタイクーン                                  | *ラストタイクーン   |
| 父 レイデオロ 鹿毛 2014       | 父の父キングカメハメハ 鹿毛 2001                   | *マンファス                                        | Pilot Bird                                         |                     |
| 父 レイデオロ 鹿毛 2014       | 父の母ラドラーダ 青鹿毛 2006                       | *シンボリクリスエス                                | Kris S.                                            | Kris S.             |
| 父 レイデオロ 鹿毛 2014       | 父の母ラドラーダ 青鹿毛 2006                       | *シンボリクリスエス                                | Tee Kay                                            |                     |
| 父 レイデオロ 鹿毛 2014       | 父の母ラドラーダ 青鹿毛 2006                       | *レディブロンド                                    | Seeking the Gold                                   | Seeking the Gold    |
| 父 レイデオロ 鹿毛 2014       | 父の母ラドラーダ 青鹿毛 2006                       | *レディブロンド                                    | *ウインドインハーヘア                              |                     |
| 母 アドマイヤミヤビ 芦毛 2014 | 母の父ハーツクライ 鹿毛 2001                       | *サンデーサイレンス                                | Halo                                               | Halo                |
| 母 アドマイヤミヤビ 芦毛 2014 | 母の父ハーツクライ 鹿毛 2001                       | *サンデーサイレンス                                | Wishing Well                                       |                     |
| 母 アドマイヤミヤビ 芦毛 2014 | 母の父ハーツクライ 鹿毛 2001                       | アイリッシュダンス                                 | *トニービン                                        | *トニービン         |
| 母 アドマイヤミヤビ 芦毛 2014 | 母の父ハーツクライ 鹿毛 2001                       | アイリッシュダンス                                 | *ビューパーダンス                                  |                     |
| 母 アドマイヤミヤビ 芦毛 2014 | 母の母レディスキッパー 芦毛 2007                   | *クロフネ                                          | *フレンチデピュティ                                | *フレンチデピュティ |
| 母 アドマイヤミヤビ 芦毛 2014 | 母の母レディスキッパー 芦毛 2007                   | *クロフネ                                          | *ブルーアヴェニュー                                |                     |
| 母 アドマイヤミヤビ 芦毛 2014 | 母の母レディスキッパー 芦毛 2007                   | ライクザウインド                                   | *デインヒル                                        | *デインヒル         |
| 母 アドマイヤミヤビ 芦毛 2014 | 母の母レディスキッパー 芦毛 2007                   | ライクザウインド                                   | *ウインドインハーヘア                              |                     |
| 母系(F-No.)                   | ウインドインハーヘア(IRE)系(FN:2-f)                | ウインドインハーヘア(IRE)系(FN:2-f)                | ウインドインハーヘア(IRE)系(FN:2-f)                | [ § 3 ]             |
| 5代内の近親交配               | Mr. Prospector：S4×S5、ウインドインハーヘア：S4×M4 | Mr. Prospector：S4×S5、ウインドインハーヘア：S4×M4 | Mr. Prospector：S4×S5、ウインドインハーヘア：S4×M4 |                     |
| 出典                          | 1. 2. 3.                                           | 1. 2. 3.                                           | 1. 2. 3.                                           | 1. 2. 3.            |

- 母アドマイヤミヤビは2017年クイーンカップ勝ち馬。その従兄弟に2020年ニュージーランドトロフィー勝ち馬のルフトシュトロームがいる。
- 3代母ライクザウインドの半弟に2004年スプリングステークス勝ち馬のブラックタイド、2005年中央競馬クラシック三冠のディープインパクトがいる（父はいずれもサンデーサイレンス）。
- 4代母ウインドインハーヘアは1995年アラルポカル（独G1）勝ち馬。
- そのほかの近親はハイクレア#主要なファミリーラインを参照。